# Figaro et l'Auvergnat
Figaro et l'Auvergnat és un curtmetratge mut francès de Georges Méliès de 1897. Va ser venut per la Star Film Company de Méliès i té el número 121 als seus catàlegs.
Durant molt de temps es va considerar perduda, però es va descobrir una única còpia deteriorada de la pel·lícula a finals del segle xx, prop de París. La bobina de pel·lícula s'havia congelat fins al punt que les imatges estaven enganxades, i dos intents de restaurar-lo a un estat visible amb productes químics van fallar. L'any 2006, l'estudi de restauració francès Lobster Films va col·laborar amb un laboratori cinematogràfic de Londres en una restauració que incorporava tècniques digitals. La restauració es va estrenar aquell any al Festival de Cinema Mut de Pordenone.